# Friedenstein-Kaserne
Die Friedenstein-Kaserne in Gotha befindet sich am südöstlichen Stadtrand an einem historisch gewachsenen Kasernenstandort. Ihr angeschlossen ist ein Lazarett.
Die Bauarbeiten zur Kaserne begannen 1934, die Übergabe der Kaserne an die „Fliegergruppe Gotha“ erfolgte 1935. Aus ihr wurde am 1. April 1936 die I. Gruppe des Kampfgeschwaders 253. Diese wiederum wurde am 1. Mai 1939 in I. Gruppe/Kampfgeschwader 4 umbenannt.
Ab 1956 bis 1990 waren in ihr das Panzerregiment 4 (PR-4) „August Bebel“ und das Instandsetzungsbataillon 4 (IB-4) „Wilhelm Leuschner“ der Nationalen Volksarmee untergebracht. Das Regiment gehörte zur 4. Mot.-Schützendivision (4. MSD) der Nationalen Volksarmee (NVA).
Nach Auflösung der NVA 1990 wurde die Kaserne von der Bundeswehr übernommen. Am 21. Juni 1991 wurden von den Soldaten des damals noch existierenden Panzeraufklärungsbataillons 4 die Spähpanzer Luchs in 93426 Roding auf die Bahn verladen, die anschließend Roding Richtung Gotha verließen. In Gotha fand mit großem Aufwand der Erstaufstellungsappell des Panzeraufklärungsbataillon 70 am 7. Juli 1991 statt (siehe Liste der Truppenteile der Panzeraufklärungstruppe des Heeres der Bundeswehr). Eine Abordnung mit aktiven und ehemaligen Soldaten des Panzeraufklärungsbataillon 4 nahm damals daran teil. Die Umbenennung in „Friedenstein-Kaserne“ erfolgte 1992 und verweist auf das Schloss Friedenstein. Ab 1992 erfolgte die Aufstellung und Umbenennung des Panzeraufklärungsbataillon 13, dieses wurde 2007 im Zuge einer Reform in das Aufklärungsbataillon 13 umgewandelt.
Zurzeit sind folgende Einheiten im Standort stationiert:
- Aufklärungsbataillon 13 (H)
- 3./Versorgungsbataillon 131 (H)
- Sanitätsversorgungszentrum Gotha (ZSan)
- weitere kleine Dienststellen